# Variations pour piano de Webern
Pour les articles homonymes, voir Variations pour piano.

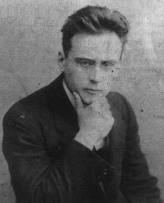
Anton Webern (1883-1945)

Les Variations pour piano, op. 27 sont une œuvre pour piano d'Anton Webern composée entre octobre 1935 et septembre 1936. Dédiée au pianiste Eduard Steuermann, elle est créée le 26 octobre 1937 par Peter Stadlen.
1. Sehr mäßig (« très lent » à 3/16)
2. Sehr schnell (« très rapide » à 2/4)
3. Ruhig fliessend (« calme, fluide »)